# Église Santi Bartolomeo e Stefano de Bergame
L'église Santi Bartolomeo e Stefano est une église catholique romaine de style baroque située au numéro 1 Largo Belotti à Bergame, dans la région de Lombardie en Italie. L'église est associée à un couvent dominicain et se trouve à environ un pâté de maisons du Teatro Donizetti.

## Histoire
L'église est construite entre 1603 et 1642 d'après les plans d'Anton Maria Caneva, à côté du monastère de San Bartolomeo, qui appartenait à l'ordre religieux des Humiliati. Après la suppression de cet ordre, le couvent fut concédé aux Dominicains, auxquels il reste aujourd'hui associé. Le monastère fut détruit et reconstruit en 1970 par les Dominicains.
L'église abrite dans le chœur une grande toile du peintre Lorenzo Lotto, appelée Pala Martinengo ou Retable de Martinengo.
La chapelle de la Madone du Rosaire est richement décorée en stuc et en peinture (1752) par l'atelier d'Antonio et Muzio Camuzio. Le peintre bolonais Francesco Monti a décoré la zone de la coupole d'une Transfiguration. Les corniches sont décorées des quinze Saints Mystères du Rosaire (1757) en monochrome de Giuseppe Antonio Felice Orelli. Le chœur a été sculpté par Damiano Zambelli (1480-1549) pour l'église San Stefano, qui a été démolie, mais dont les stalles du chœur sont déplacées pour ici. Le plafond de la nef a été peint à fresque par Mattia Bortoloni. Il réalise également des fresques (1749) dans le chœur et le presbytère, le Sacrifice d'Isaac et la Gloire de Santissimi Sacramento, mais meurt avant l'achèvement de toutes ses créations. D'autres fresques aux plafonds, dont une Gloire de l'Ordre dominicain (1751), sont réalisées par Gaspare Diziani.
D'autres retables comprennent des peintures de Mauro Picenardi, Giuseppe Brena, Enea Salmeggia, également appelé Il Talpino, Francesco Coppella, Pietro Ricchi également appelé Il Lucchese, Carlo Salis, Giovanni Battista Discepoli, également appelé Lo Zoppo, Agostino Facheris également appelé Il Cavesegno, Pietro Damiani da Castelfranco. et Giorgio Anselmi.

## Galerie

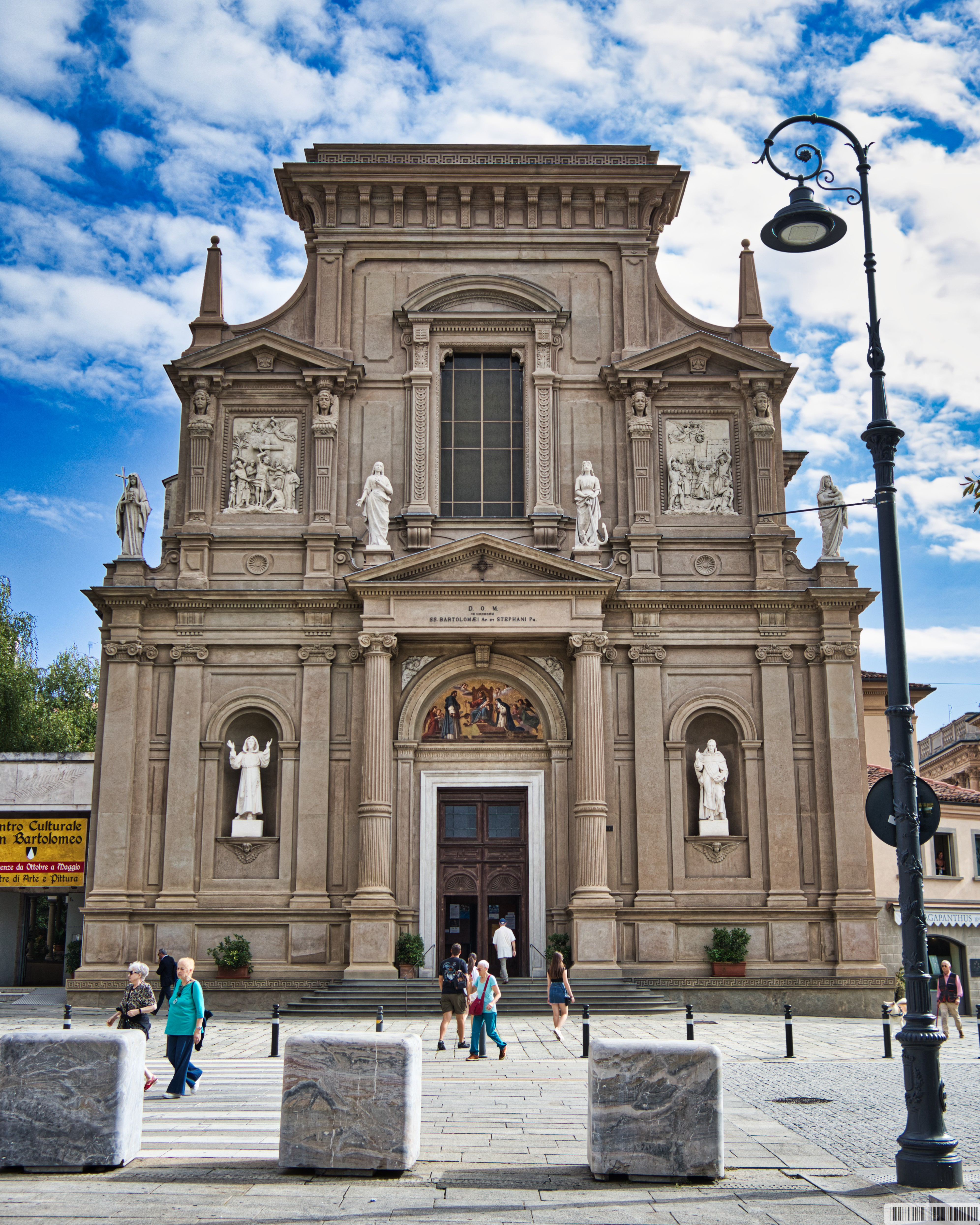
Façade avant.
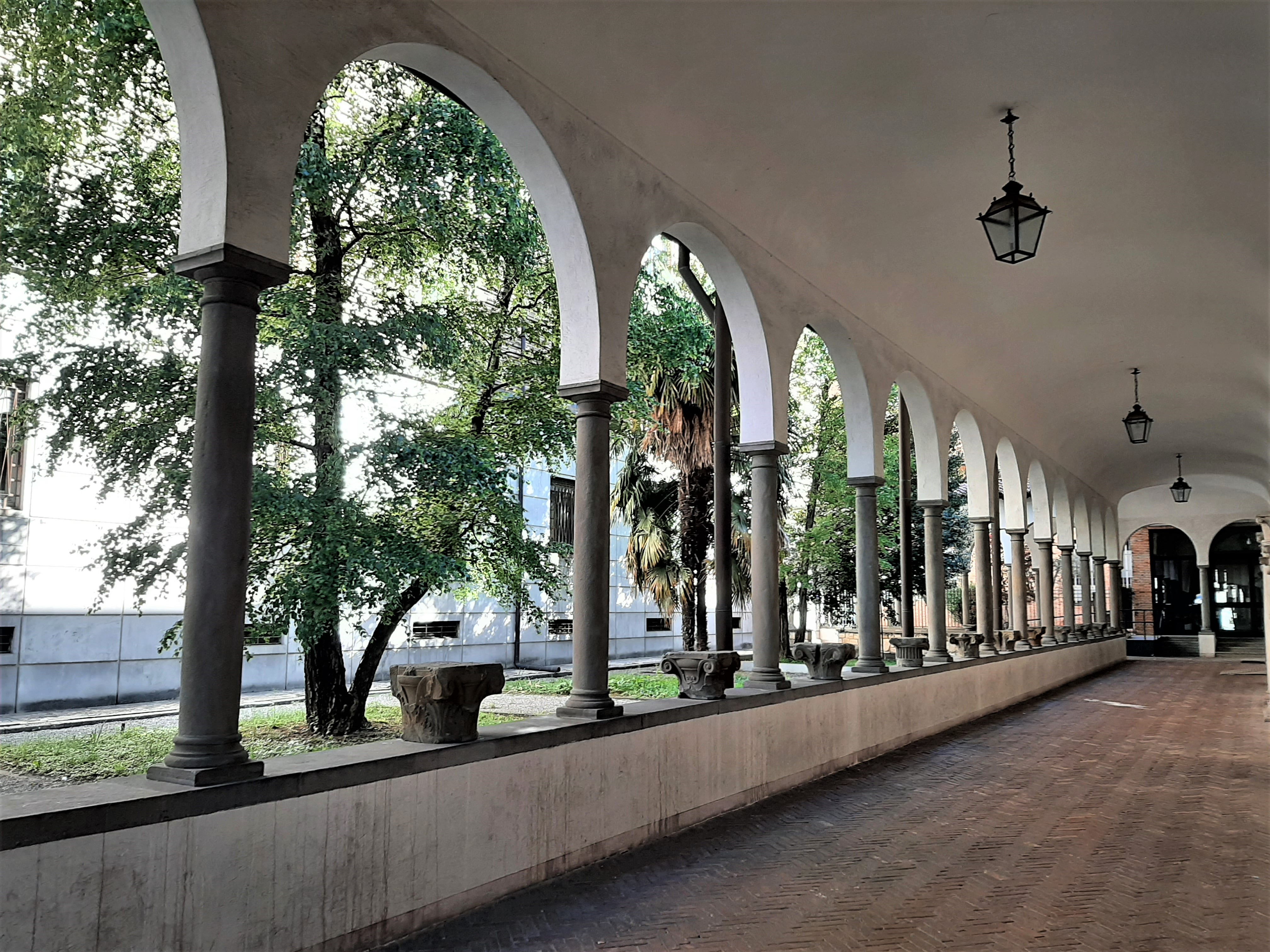
Cloître.
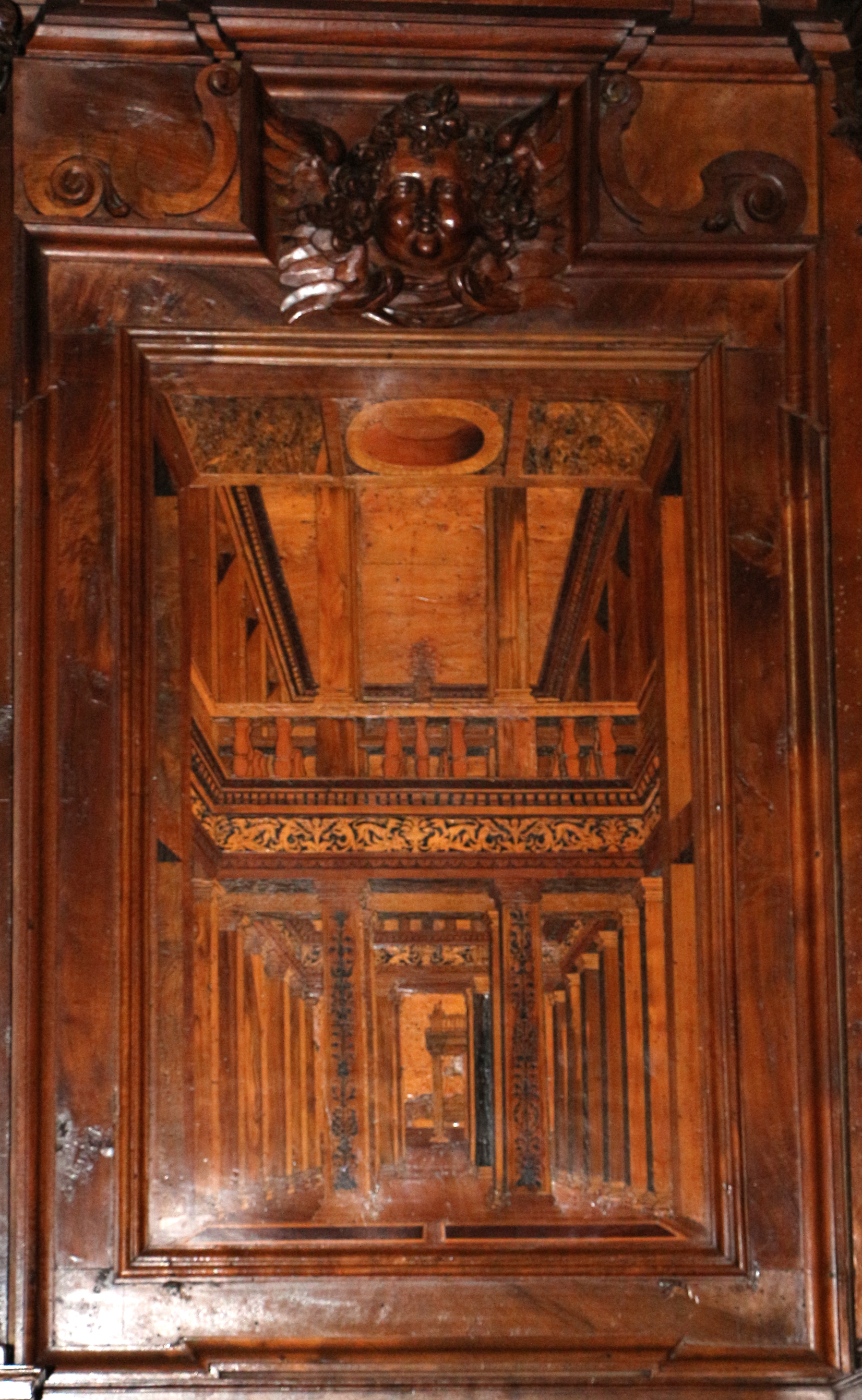
Incrustations de bois de Fra' Damiano Zambelli
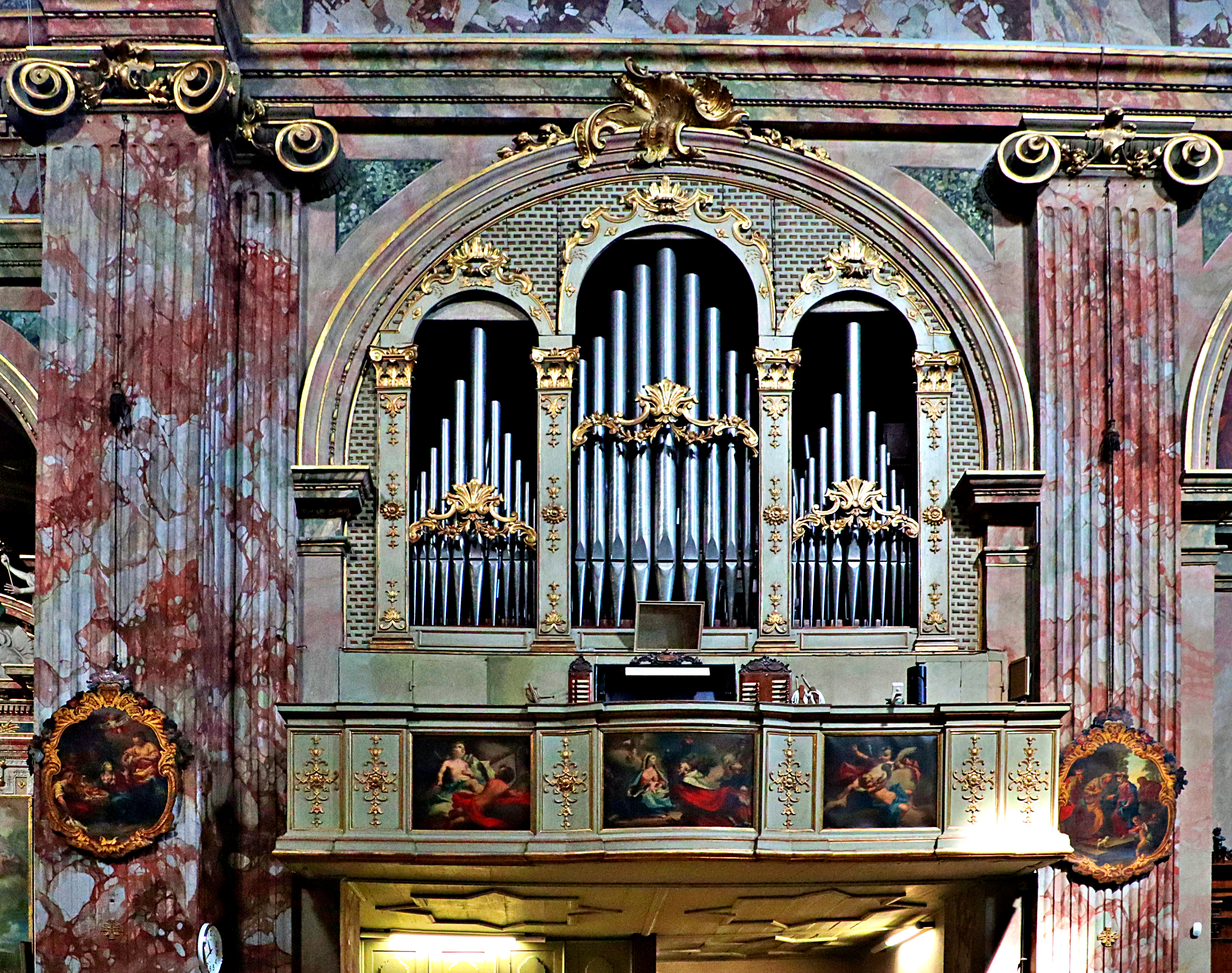
Orgue.
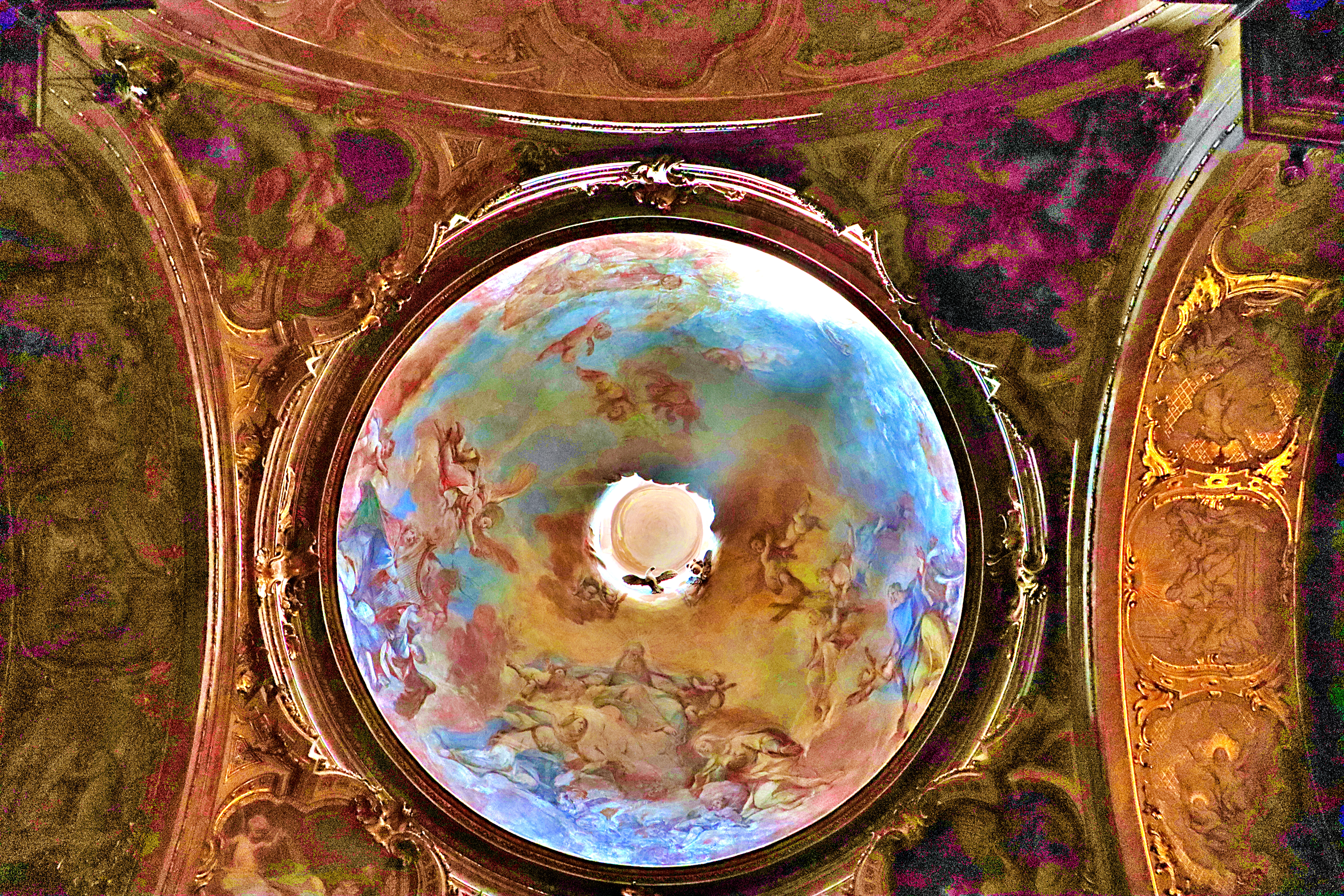
Voûte.
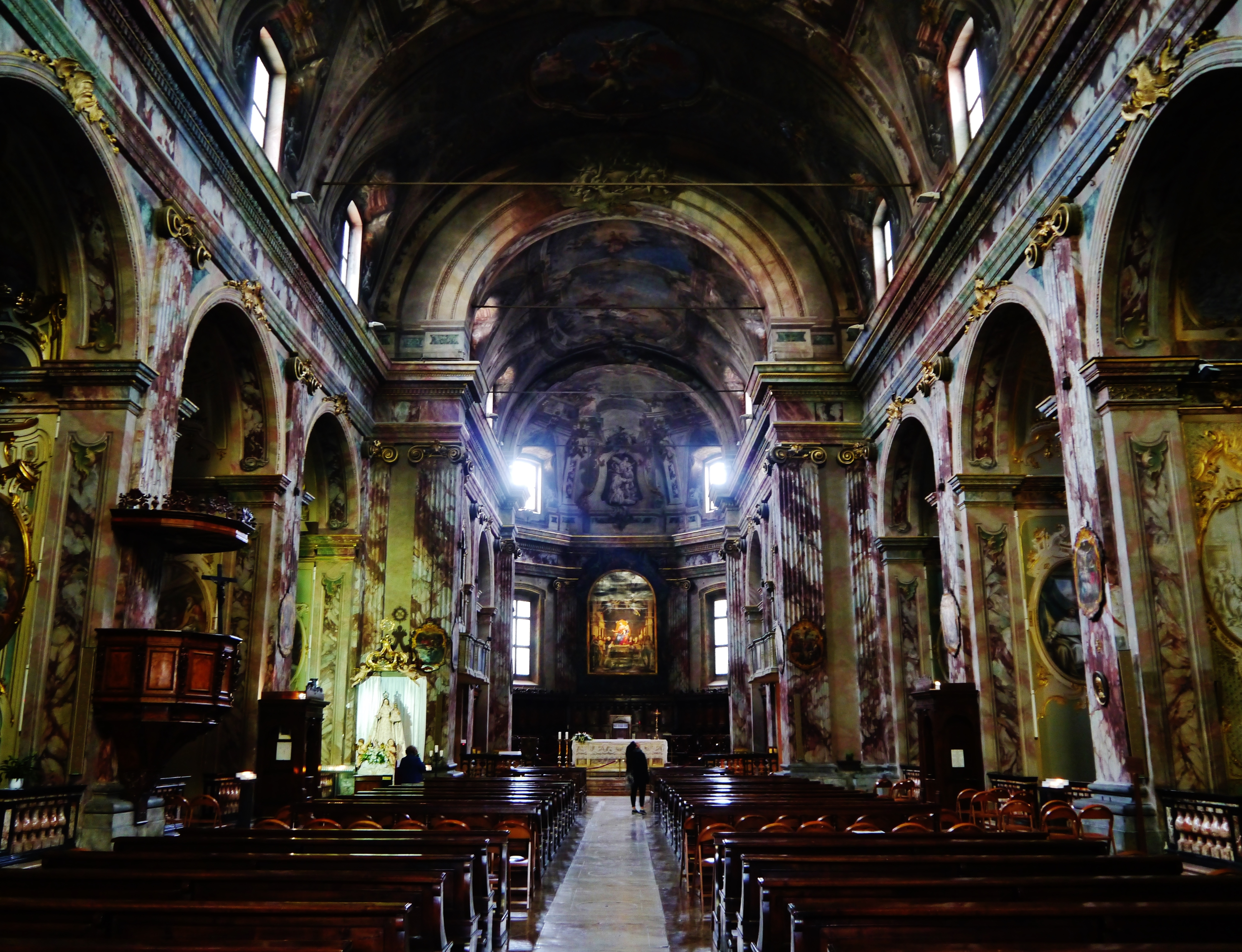
Nef et chœur.